# Les Artigues-de-Lussac
Les Artigues-de-Lussac é uma comuna francesa na região administrativa da Nova Aquitânia, no departamento da Gironda. Estende-se por uma área de 10,17 km². Em 2010 a comuna tinha 1 135 habitantes (densidade: 111,6 hab./km²).